# Mette K. Madsen
Mette Kovsted Madsen (født 4. februar 1975) er en dansk skuespillerinde, uddannet fra Statens Teaterskole i 2000.
Hun har arbejdet på Aalborg Teater, Cirkusrevyen, Det Kongelige Teater og Grønnegårds Teatret.
I 2000 havde hun en rolle i et enkelt afsnit af tv-serien Rejseholdet og medvirkede i to afsnit af tv-serien Forbrydelsen fra 2007.

## Udvalgt filmografi

### Film
- Nytårsaften (kortfilm, 1999)
- Hannah Wolfe (2004)
- Magten over livet (kortfilm, 2008)
- Dinosaurs Will Die (kortfilm, 2009)
- Charmøren (2018)

### Tv-serier
- Rejseholdet (1 afsnit, 2000) – Susie
- Forbrydelsen (2 afsnit, 2007) – Sille Elmkvist

Græsted Revy

## Hædersbevisninger
I 2013 fik hun tildelt revyprisen Årets Dirch for sin medvirken i Dragsholmrevyen.